# Akiko Sudoová
Akiko Sudoová (japonsky 須藤 安紀子, * 7. dubna 1984 Kokubundži) je bývalá japonská fotbalistka.

## Reprezentační kariéra
Za japonskou reprezentaci v letech 2003 až 2010 odehrála 15 reprezentačních utkání. Byla členkou japonské reprezentace i na Mistrovství světa ve fotbale žen 2003.

## Statistiky
| Japonsko | Japonsko | Japonsko |
| Roky     | Záp.     | Góly     |
| -------- | -------- | -------- |
| 2003     | 2        | 0        |
| 2004     | 0        | 0        |
| 2005     | 5        | 1        |
| 2006     | 1        | 1        |
| 2007     | 0        | 0        |
| 2008     | 0        | 0        |
| 2009     | 0        | 0        |
| 2010     | 7        | 0        |
| Celkem   | 15       | 3        |

## Úspěchy

### Reprezentační
- Mistrovství Asie:  2010